# Witold Białobrzewski
Witold Białobrzewski (ur. 15 czerwca 1931 w miejscowości Strzemieczne-Wiosny) – polski rolnik i polityk, poseł na Sejm RP I kadencji.

## Życiorys
Ukończył szkołę podstawową w Osieku (1967). Uzyskał kwalifikacje rolnicze, zajął się pracą w tym zawodzie. Był przewodniczącym rady gminy Godkowo I kadencji. W 1991 uzyskał mandat posła na Sejm I kadencji. Został wybrany w okręgu elbląsko-olsztyńskim z listy Polskiego Stronnictwa Ludowego. Zasiadał w Komisji Polityki Gospodarczej, Budżetu i Finansów.